# هربرت کلارک (بازیکن فوتبال)
هربرت کلارک (انگلیسی: Herbert Clark؛ زادهٔ ۱۸۹۶) بازیکن فوتبال اهل پادشاهی متحد بریتانیای کبیر و ایرلند است.